# Tokizō Ichihashi
Tokizō Ichihashi (市橋 時蔵?, Ichihashi Tokizō; 9 giugno 1909 – ...) è stato un calciatore giapponese, di ruolo attaccante.